# Trevor Bannister
Trevor S. Bannister (Durrington (Wiltshire), 14 augustus 1934 – Thames Ditton, 14 april 2011) was een Engels acteur. 

## Levensloop
Bannister werd in de jaren 60 een bekend gezicht op de Engelse televisie en maakte zijn debuut in de mini-serie The Secret Kingdom, op 6 mei 1960 uitgezonden door de BBC.
Gedurende de jaren 60 verscheen Bannister in gerenommeerde series als The Avengers, The Saint, Armchair Theatre, Gideon's Way en Z Cars. Van 1972 tot 1979 speelde Bannister de rol van Mr. Lucas in Are You Being Served?. 
In 1977 was hij samen met de andere castleden van Are You Being Served? te zien in de gelijknamige film. In 1979 deed hij voor de laatste keer mee in de beroemde comedyserie en keerde in 1981 niet terug voor het achtste seizoen. Hij had andere verplichtingen en kon daardoor niet bij de opnames voor het achtste seizoen aanwezig zijn. De makers probeerden de opnames nog te verschuiven, maar dit ging helaas niet. Bannister werd vervangen door Mike Berry, die de rol van Mr. Spooner speelde tot het einde van de serie in 1985. 
In de jaren 80 was Bannister nauwelijks op de televisie te zien. In 1988 speelde hij de rol van Peter Pitt in de BBC-comedyserie Wyatt's Watchdogs, maar slechts zes afleveringen werden gemaakt. In de jaren daarna speelde hij gastrollen in televisieseries en speelde kleine rollen in films. Hij was te zien in de series The Upper Hand (1991), Last of the Summer Wine (1992, overigens ook in 2001, 2003 en 2004), Keeping Up Appearances (1994) en Silent Witness (1996). Hij speelde kleine rollen in de films Hostage (1993), de televisiefilm Doomsday Gun (1994) en Captain Jack (1999). 
In 1998 stond de bekende tv-show This is Your Life in het teken van Bannister.
In 2006 was hij te zien in vijf afleveringen van Coronation Street.
Met zijn eerste vrouw Kathleen kreeg hij drie zonen (Jeremy, Simon en Timothy). Later is Bannister voor de tweede keer getrouwd (met Pamela) en woonde in Surrey. Hij deed vooral theaterwerk (Shakespeare) en pantomime.
Bannister overleed op 76-jarige leeftijd aan een hartaanval.

## Filmografie
- Last of the Summer Wine Televisieserie - Toby (11 afl., 2008-2010)
- Casualty Televisieserie - Mr. Walter (Afl., Midday Sun, 2009)
- Coronation Street Televisieserie - Danny's advocaat (5 afl., 2006)
- Last of the Summer Wine Televisieserie - Golf Captain (8 afl., 2001-2006)
- Captain Jack (1999) - Holiday-maker
- Silent Witness Televisieserie - Gary's advocaat (Afl., Buried Lies, 1996)
- Keeping Up Appearances Televisieserie - Mr. Merriweather (Afl., Angel Gabriel Blue, 1994)
- Doomsday Gun (Televisiefilm, 1994) - Ballard
- The Young Indiana Jones Chronicles Televisieserie - Tweede installateur (Afl., Prague, August 1917, 1993)
- Hostage (1993) - Mason
- Last of the Summer Wine televisieserie - Kleermaker (aflevering Who's Got Rhythm?, 1992)
- The Upper Hand Televisieserie - Rol onbekend (Afl., The Heiress, 1991)
- Wyatt's Watchdogs Televisieserie - Peter Pitt (6 afl., 1988)
- The New Adventures of Lucky Jim Televisieserie - Nigel Thorpe (Afl., The Ties That Bind, 1982)
- Are You Being Served? Televisieserie - Mr. Dick Lucas (48 afl., Pilot, 1973-1977, 1979)
- Are You Being Served? (1977) - Mr. Dick Lucas
- A Journey to London (Televisiefilm, 1975) - Kolonel Courtley
- The Tomorrow People Televisieserie - Colonel Masters (4 afl., 1975)
- Crossroads Televisieserie - Keith Willet (Afl. 1.2247, 1974)
- Armchair Theatre Televisieserie - Mike (Afl., If You Could See What I Can See, 1974)
- Thirty Minutes Worth Televisieserie - Rol onbekend (7 afl., 1972-1973)
- Country Matters Televisieserie - Arthur Dagnall (Aflevering The Sullens Sisters, 1972)
- Au Pair Girls (1972) - De fotograaf
- Steptoe and Son Televisieserie - Rupert Ffaines-Muir (Afl., A Star Is Born, 1972)
- Cider with Rosie (Televisiefilm, 1971) - Vader
- Doomwatch Televisieserie - Lewis (Afl., Public Enemy), 1971)
- The Dustbinmen Televisieserie - Heavy Breathing (21 afl., 1969-1970)
- Plays of Today Televisieserie - Rol onbekend (Afl., A Voyage Round My Father, 1969)
- Thirty-Minute Theatre Televisieserie - Jacko (Afl., The Victims: A Degree of Stress, 1969)
- Z-Cars Televisieserie - Ned Corby (Afl., The Soft Touch: Part 1 & 2, 1969)
- Softly Softly Televisieserie - Dennington (Afl., Critical Path, 1969)
- The Saint Televisieserie - Johnny Fox (Afl., Portrait of Brenda, 1969)
- The War of Darkie Pilbeam Televisieserie - Darkie Pilbeam (3 afl., 1968)
- Orlando Televisieserie - Toulouse Quelquechose (4 afl., 1968)
- Public Eye Televisieserie - Briers (Afl., Cross That Palm When We Come to It, 1968)
- Softly Softly Televisieserie - Elgin (Afl., In Bulk, 1968)
- Champion House Televisieserie - Lenny Carter (Afl., Guilt, 1968)
- ITV Playhouse Televisieserie - Joseph Pyne (Afl., Rogues Gallery: The Tale of Lancelot Wishart, 1968)
- The Troubleshooters Televisieserie - Bob Plater (Afl., A Girl to Warm Your Feet On, 1968)
- ITV Play of the Week Televisieserie - Brian Miller (Afl., ITV Summer Playhouse #10: Travelling Light, 1967)
- Dixon of Dock Green Televisieserie - Eddie Farrell (Afl., The Climber, 1967)
- The Avengers Televisieserie - Gordon (Afl., Something Nasty in the Nursery, 1967)
- No Hiding Place Televisieserie  Johnny Cooper (Afl., Gentle Persuasion, 1967)
- Turn Out the Lights Televisieserie - Ricky Dean (Afl., A Big Hand for a Little Lady, 1967)
- Mrs. Thursday Televisieserie - Harold Wright (Afl., Family Reunion, 1966|The Full Dress Affair, 1966)
- Thirty-Minute Theatre Televisieserie - Basil (Afl., O-Goshi, 1966)
- Armchair Theatre Televisieserie - Hughie (Afl., The Night Before the Morning After, 1966)
- No Hiding Place Televisieserie - Eddie Bates (Afl., The Lifer, 1966)
- Softly Softly Televisieserie - Mr. Barton (Afl., Best Out of Three, 1966)
- The Informer Televisieserie - Porter (Afl., Don't Call Us, We'll Call You, 1966)
- The Man in Room 17 Televisieserie - Martin Fowler (Afl., The Black Witch, 1966)
- Object Z Returns Televisieserie - Peter Barry (6 afl., 1966)
- Dr. Finlay's Casebook Televisieserie - Harry Vincent (Afl., Miss Letitia, 1966)
- Object Z Televisieserie - Peter Barry (6 afl., 1965)
- Z-Cars Televisieserie - Billy Dunn (Afl., One Good Turn, 1965)
- The Wednesday Thriller Televisieserie - Archie (Afl., The Imposter, 1965)
- Our Man at St. Mark's Televisieserie - Frederick Barrett (Afl., One, 1965)
- Thursday Theatre Televisieserie - Jack Lucas (Afl., Celebration, 1965)
- The Villains Televisieserie - Red (aflevering A Joker for Your Button Hole, 1965)
- Gideon's Way Televisieserie - PC John Moss (aflevering The Reluctant Witness, 1965)
- It's a Woman's World Televisieserie - Melkman (Afl., Laura, 1964)
- ITV Play of the Week Televisieserie - Cledwyn Williams (Afl., Undercurrent, 1964)
- Catch Hand Televisieserie - William Collins (Afl., It's Never the Same, 1964)
- Sergeant Cork Televisieserie - Clem Butley (Afl., The Case of Big Ben Lewis, 1964)
- Love Story Televisieserie - Monteur #1 (Afl., The Human Element, 1964)
- Z-Cars Televisieserie - Tweede jongen (Afl., The Five Whistles, 1962)
- Armchair Theatre Televisieserie - Arthur Fitton (Afl., Honeymoon Postponed, 1961)
- The Secret Kingdom (Mini-serie, 1960) - Journalist
- Reach for the Sky (1956) - Man die naar radio luistert (Niet op aftiteling)

- International Standard Name Identifier: 0000 0001 1930 8011
- Library of Congress Control Number: no99051165
- MusicBrainz: ccfc8ea5-e169-496e-810b-29710e9bd112
- Trove: 1213850
- Virtual International Authority File: 94344616
- WorldCat: E39PBJjCMTX8kYFrPbpGHqcVmd